# Projekt 50
Projekt 50 (v kódu NATO třída Riga) byla třída fregat sovětského námořnictva z doby studené války. V sovětské klasifikaci to byly eskortní lodě (SKR – storoževoj korabl). Fregaty byly široce exportovány sovětským spojencům – dvě získalo Bulharsko, pět NDR, dvě Finsko a osm Indonésie. Další čtyři jednotky postavila ze sovětských dílů Čína jako fregaty typu 01 (v kódu NATO Čcheng-tu), která dále navázala upravenou domácí konstrukcí typu 053H. V současnosti jsou již všechna tato plavidla vyřazena ze služby.

## Stavba
Fregaty byly stavěny jako menší a levnější alternativa k fregatám třídy Kola. V letech 1951–1954 bylo postaveno celkem 68 jednotek této třídy, které sloužily u všech sovětských flot.

## Konstrukce
Hlavňovou výzbroj tvořily tři jednohlavňové věže se 100mm kanóny B-34-USMA , dva dvojité protiletadlové 37mm kanóny V-11M a dva dvojité protiletadlové 25mm kanóny. Fregaty dále nesly jeden dvojhlavňový 533mm torpédomet, jeden raketový vrhač hlubinných pum MBU-600 (později nahrazen dvěma kusy typu RBU-2500), čtyři vrhače hlubinných pum BMB-2 a dvě skluzavky. Pohonný systém tvořily dvě parní turbíny a dva kotle. Nejvyšší rychlost dosahovala 30 uzlů.